# 英伟达
37°22′14.62″N 121°57′49.46″W / 37.3707278°N 121.9637389°W
（/ɛnˈvɪdiə/；臺灣与香港译为輝達，中國大陸译为英偉達），创立于1993年1月，是美国一家以設計和銷售圖形處理器（GPU）为主的無廠半導體公司（Fabless，也可譯作晶片設計公司），總部设在加利福尼亞州的圣克拉拉，位於硅谷的中心位置。NVIDIA亦會設計遊戲機圖形處理器，例如第一代Xbox、PlayStation 3及任天堂Switch和任天堂Switch 2。

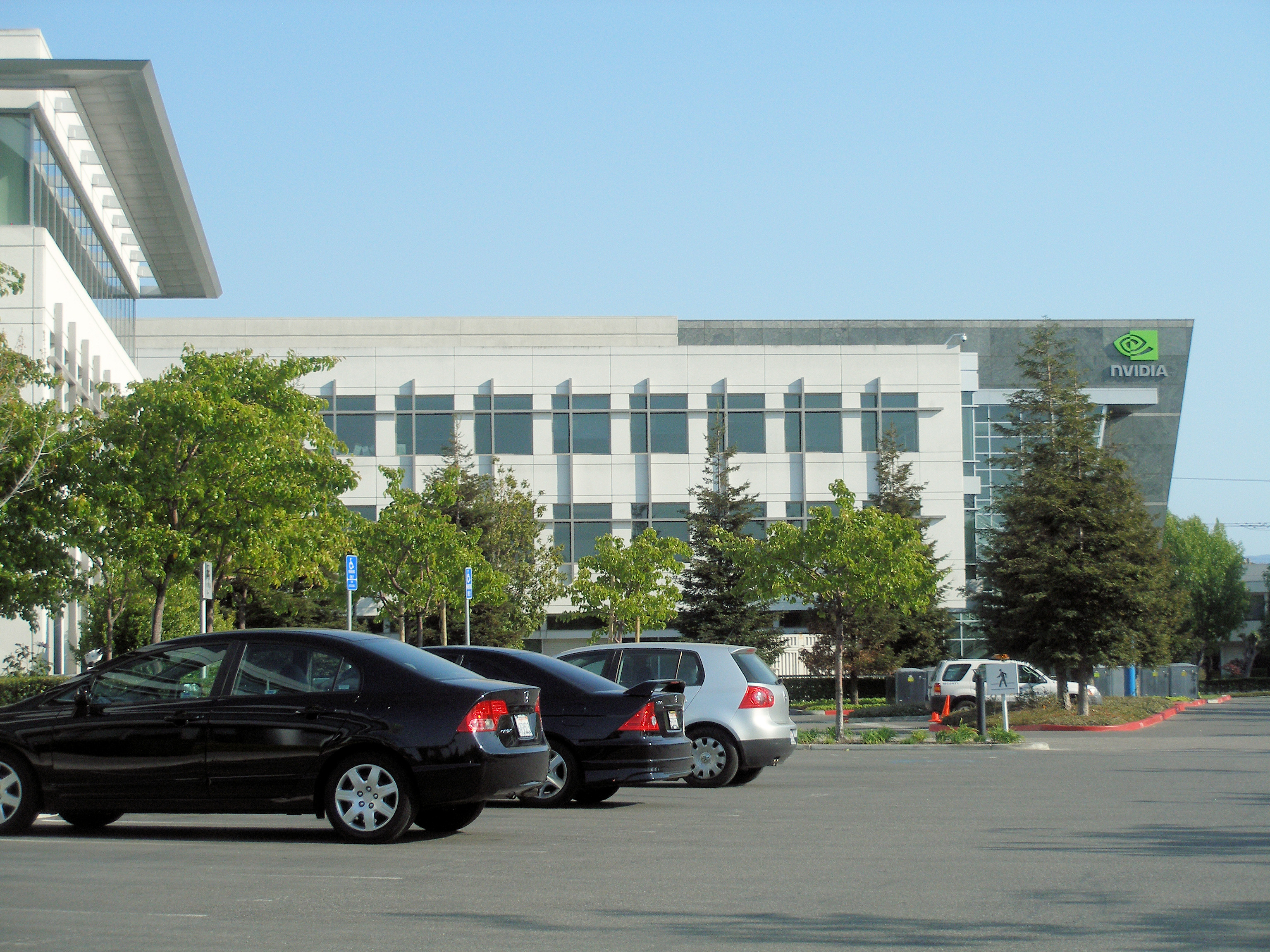
NVIDIA美国圣克拉拉總部

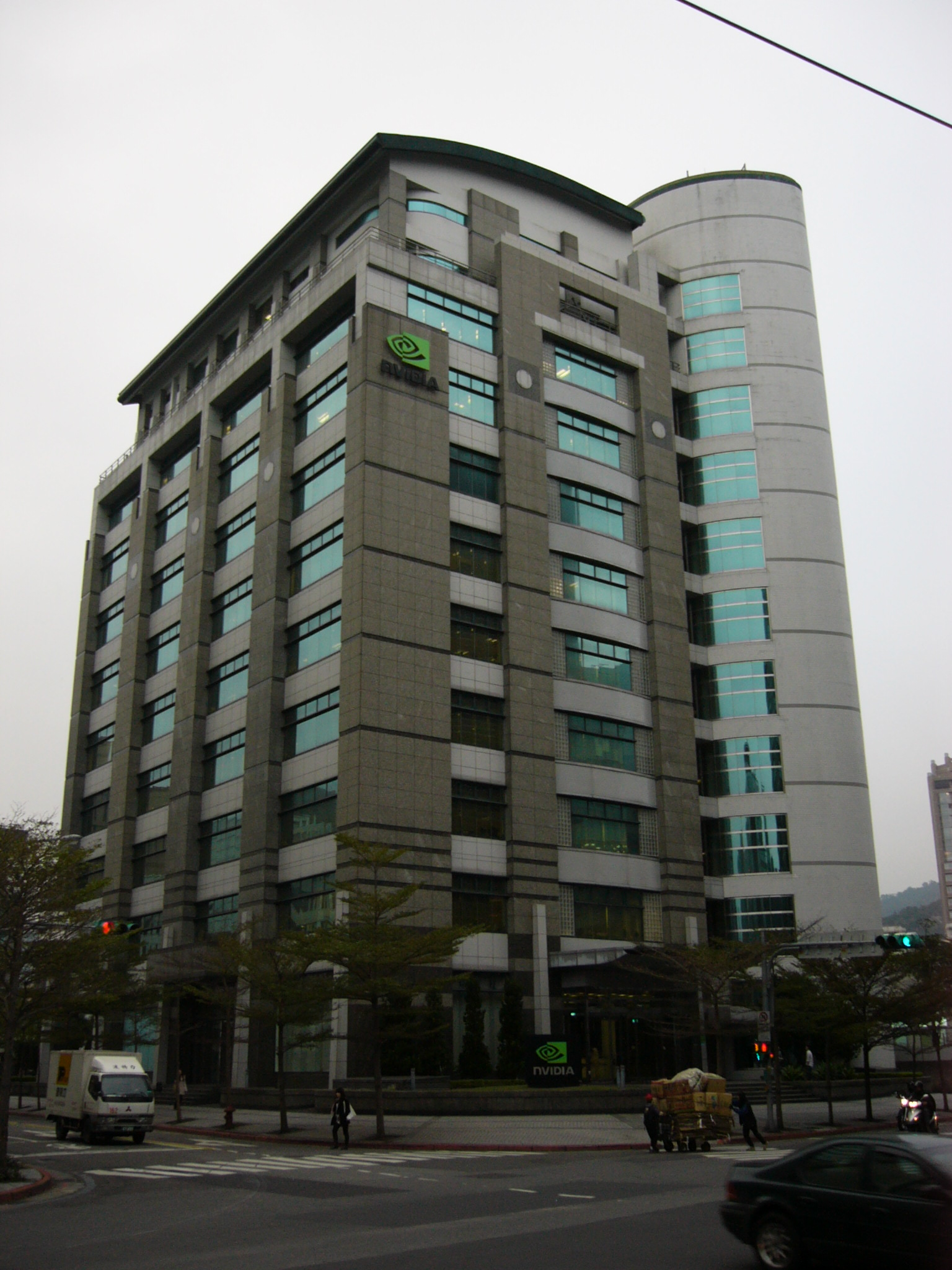
NVIDIA台灣內湖園區總部

NVIDIA最出名的產品線是為個人與遊戲玩家所設計的系列，為專業CGI工作站而設計的系列，以及為伺服器和高效運算而設計的系列，雖然起家於PC電腦的顯示卡業務，輝達也曾涉及移動晶片Tegra的設計，但智慧機市場對此響應不大。近年，輝達利用這些研發經驗，朝向人工智慧運算和機器視覺的市場發展，也是圖形處理器上重要的開發工具CUDA的發明者。

## 歷史

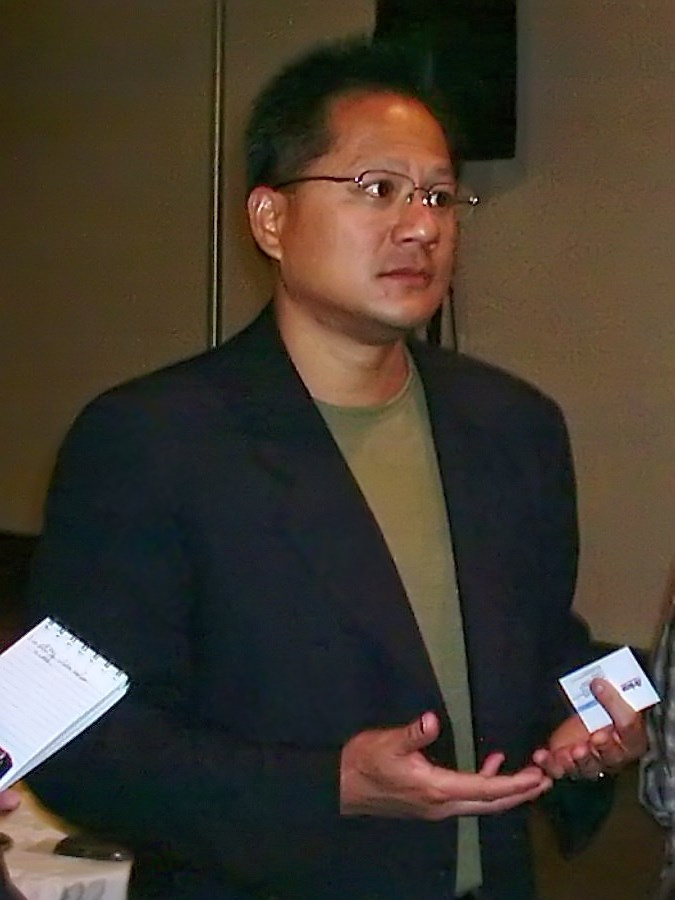
輝達創辦人、行政總裁黃仁勳

黃仁勳、克里斯·馬拉科夫斯基和克蒂斯·普里姆於1993年4月美國加州創辦了輝達，隨後成為德拉威州企業。公司名字源于拉丁语（英文  一词的词源），意思是「仰慕」，原因是當時三人將所有的規劃文件都存在（意思是「下一個版本」）的檔名下，因此希望有需要一個既涵蓋这兩個字母、又能展現對於未來憧憬的公司名。 
輝達保持低調到1997－1998年，當時它發佈了個人電腦繪圖處理器產品線。並於1999年1月在那斯達克掛牌上市；同年5月，售出第一千萬個繪圖處理器。於2000年收購了3dfx的智慧財產權。輝達與許多代工生產廠商，和一些組織建立起密切關係，最知名的包括台積電。2002年2月，輝達售出第一億個繪圖處理器。
目前輝達和超微半導體供應了市場上大部分獨立顯示卡。輝達最著名的GeForce繪圖處理器產品線於1999年首次亮相。現在GeForce產品線已經擴充至桌上型和筆記型電腦。行動裝置方面，輝達擁有Tegra產品線。它能提供高效能，同時保持低電源消耗。此類產品通常用於無線通訊裝置。
2020年4月27日，輝達宣布已完成对邁絡思的收購，成交價為70億美元。
2020年7月，有報導稱輝達正在與軟銀談判以320億美元收購英國晶片設計公司安谋。 2020年9月13日，輝達宣布將以400億美元的價格從軟銀集團手中收購安謀，但須接受通常的審查，後者保留輝達10%的股份。然而，儘管輝達一再表示收購完成後安謀仍然保持開源模式和對客戶採取中立態度，此收購案卻遭到監管機構和大型企業（例：高通、微軟、谷歌等）的一致反對。他們擔心一旦收購完成後，將會造成嚴重的競爭問題，使安謀無法保持中立性。最終，2022年2月7日，輝達和軟銀宣布已同意終止雙方此前達成的安謀股份交易協議，收購案正式宣告失敗，同時軟銀將推動安謀上市。
2021年6月11日，輝達宣布收購自動駕駛汽車高清地圖開發商DeepMap。
2022年1月，輝達宣布Bright Computing加入輝達。
2022年3月7日，英伟达宣布存储方案提供商加入英伟达。
2024年6月18日，英伟达取代微软成为全球市值最高的公司。
2025年7月9日，英伟达成为首家市值突破4兆美元的公司，微软、苹果分别位列第二、三位。英伟达的市值超过了英、法、德等国家的股票总市值。而根据2024年全球GDP数据，4兆美元大致相当于日本的GDP。

## 產品製造
作為一家無晶圓IC半導體設計公司，NVIDIA於自己的實驗室研發晶片，但將晶片製造工序分包給晶圓代工廠。以往，NVIDIA從其他廠商，例如IBM、意法半導體、台積電（NVIDIA目前最重要的代工合作夥伴）和聯華電子獲得矽晶片生產能力。晶片的供應鏈需涉及數間第三廠：制造完毕的晶圓由集成电路封装場进行初步测试封裝作業，之後交由测试廠的測試部門进行深度测试並根据性能分類。依據存貨清單，NVIDIA必須提早數月訂購晶片，並將之儲存起來等待使用。
在最終產品上（指顯示卡、主機板等），NVIDIA會推出所謂原廠“公版”（Reference）產品（稱為參考樣卡或參考樣板）供展示及測試之用，早期產品是由台灣的微星和斯博科、美國的威竣（VisionTek）和新美亚（Sanmina-SCI）、德國的艾爾莎代工，目前由新加坡的偉創力與台灣的鴻海（富士康）、華碩和捷波代工或设计。在零售市場上，NVIDIA會把頂級型號的“原廠”公版產品給各個第三方廠商貼牌，如GeForce 7950 GX2、Quadro FX 5600、nForce 680i SLI等等，這些廠商的產品設計用料完全相同，均由一家廠商代工。在OEM市場上，亦有部分“原廠”公版產品存在。2008年後NVIDIA允許了旗艦級產品的“非公版”（Non-Reference）設計，但只有極少數有實力的廠商（如華碩、技嘉、微星、影馳等）會推出自己設計的產品。2010年10月初，NVIDIA曾透過BestBuy少量銷售由富士康代工的NVIDIA品牌“原廠”產品。

## 主要产品
NVIDIA的產品組合包括繪圖處理器、個人電腦平台（主板邏輯核心）晶片組和數碼媒體播放器的軟體。在Mac/PC使用者社群中，NVIDIA的"GeForce"產品線最為人熟悉。除了獨立型顯示卡外，還有微软的Xbox遊戲核心和nForce主機板（已停产）的核心技術，NVIDIA最近进入的领域是用于手机和平板电脑的ARM芯片，品牌为Tegra至今已推出5代。

在2004年12月，NVIDIA宣佈會協助索尼設計PS3的繪圖處理器（RSX）。NVIDIA只會負責設計，Sony會負責製造該繪圖處理器。根據合約，NVIDIA會使用索尼的晶圓廠（索尼和東芝）來製造RSX，並將製程提升至65納米。這與微軟的協議是互相違背的，因為NVIDIA會透過第三者製造Xbox的繪圖處理器。（其間微軟選擇了AMD去提供Xbox 360的繪圖硬體的IP設計。任天堂的GameCube和Wii亦採用ATI的繪圖處理器。）
2008年2月11日，NVIDIA发布了用於手机平台的APX 2500应用处理器。該处理器集成了一個ARM处理器和一個顯示核心。這款处理器是由NVIDIA和微软联合研制，方面應用於使用Windows Mobile的电话中，提高Windows Mobile平台的多媒体處理能力。晶片的製程是65nm，核心頻率750 MHz，並集成256KB的L2緩存。晶片亦內建GeForce核心，支援OpenGL ES 2.0和Direct3D Mobile标准。APX 2500属于ARM架構，其低耗電設計，使手提电话可以長時間播放音樂或720p高清晰影片。
NVIDIA於2008年12月發佈了一支援Intel Atom處理器的NVIDIA ION行動平台，主打輕薄桌上型市場，可以支援DirectX 10的內建顯示晶片效能是原本英特尔官方945GSE晶片組的5倍，讓迷你電腦也有部分遊戲能力；它解決了Atom沒有GPU、無法支援高清、無法支持數位顯示、屏幕需小於10英寸、不能支援更高版本的Windows Vista的種種問題。
在2011年1月5日的CES上，NVIDIA宣佈將自行設計與研發基於ARM架構的桌上型電腦CPU，産品代號Project Denver（丹佛計畫）。其處理器能夠支援微軟下一代桌面系統Windows 8 以及行動平臺上的Android、苹果iOS等。相比之前的Tegra產品，NVIDIA總裁表示这将是一颗高度客製化的“ARM兼容CPU”，即获得ARM指令集授权，但处理器微架构则完全由NVIDIA自行开发，以更高性能面向桌面、服务器甚至高性能计算市场。屆時NVIDIA基於ARM架構的處理器將在市場上與英特尔和AMD等基於X86架構的處理器直接競爭。
在GTC 2020主题演讲中，NVIDIA宣布推出Ampere架构，是NVIDIA 8代GPU历史上最大的一次性能飞跃，包含超过540亿个晶体管，是有史以来最大的7纳米芯片，性能相较于前代提升了高达20倍，
NVIDIA A100是首款基于NVIDIA Ampere架构的GPU，全新多实例GPU技术可将单个A100分割成最多七个独立的GPU来处理各种计算任务；第三代NVIDIA NVLink技术能将多个GPU组合成一个巨型GPU；全新结构化稀疏功能将GPU的性能提高一倍。具有TF32的第三代Tensor Core核心 ，其功能经过扩展后加入了专为AI开发的全新TF32，它能在无需更改任何代码的情况下，使FP32精度下的AI性能提高多达20倍。此外，Tensor Core核心现在支持FP64精度，相比于前代，其为HPC应用所提供的计算力比之前提高了多达2.5倍。
2020年，NVIDIA发布软件开发套件NVIDIA Maxine。

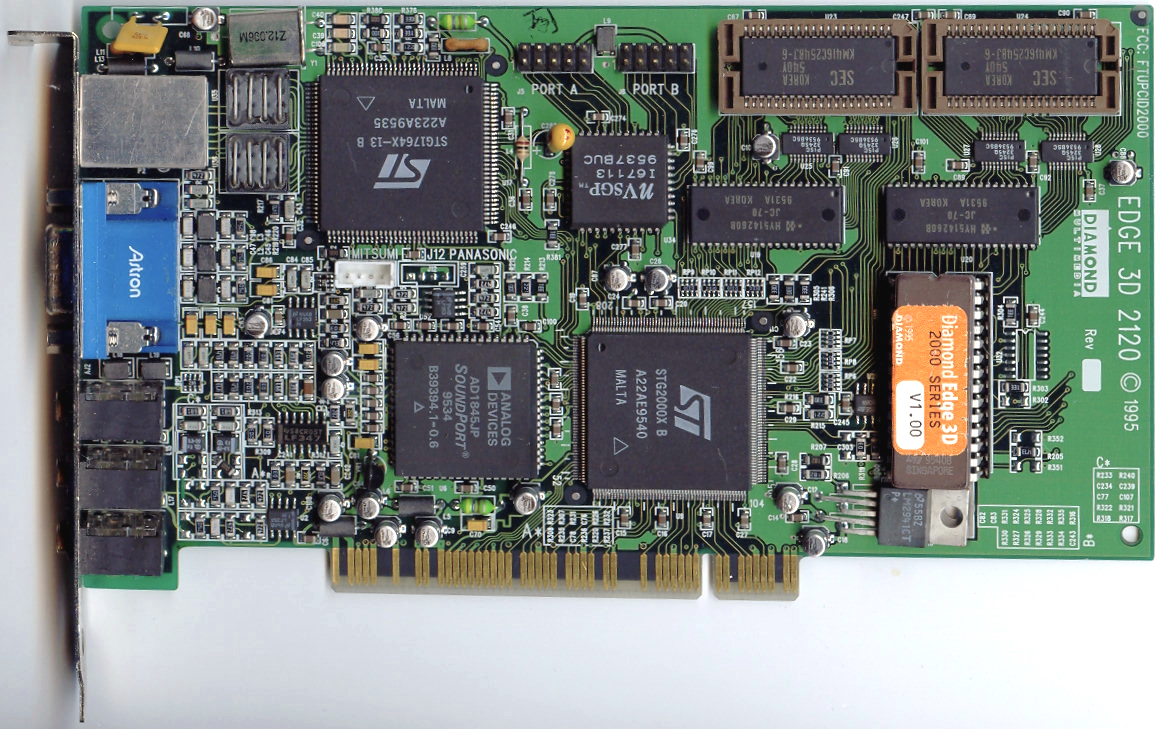
第一款NV1顯示卡帝盟EDGE 3D 2120

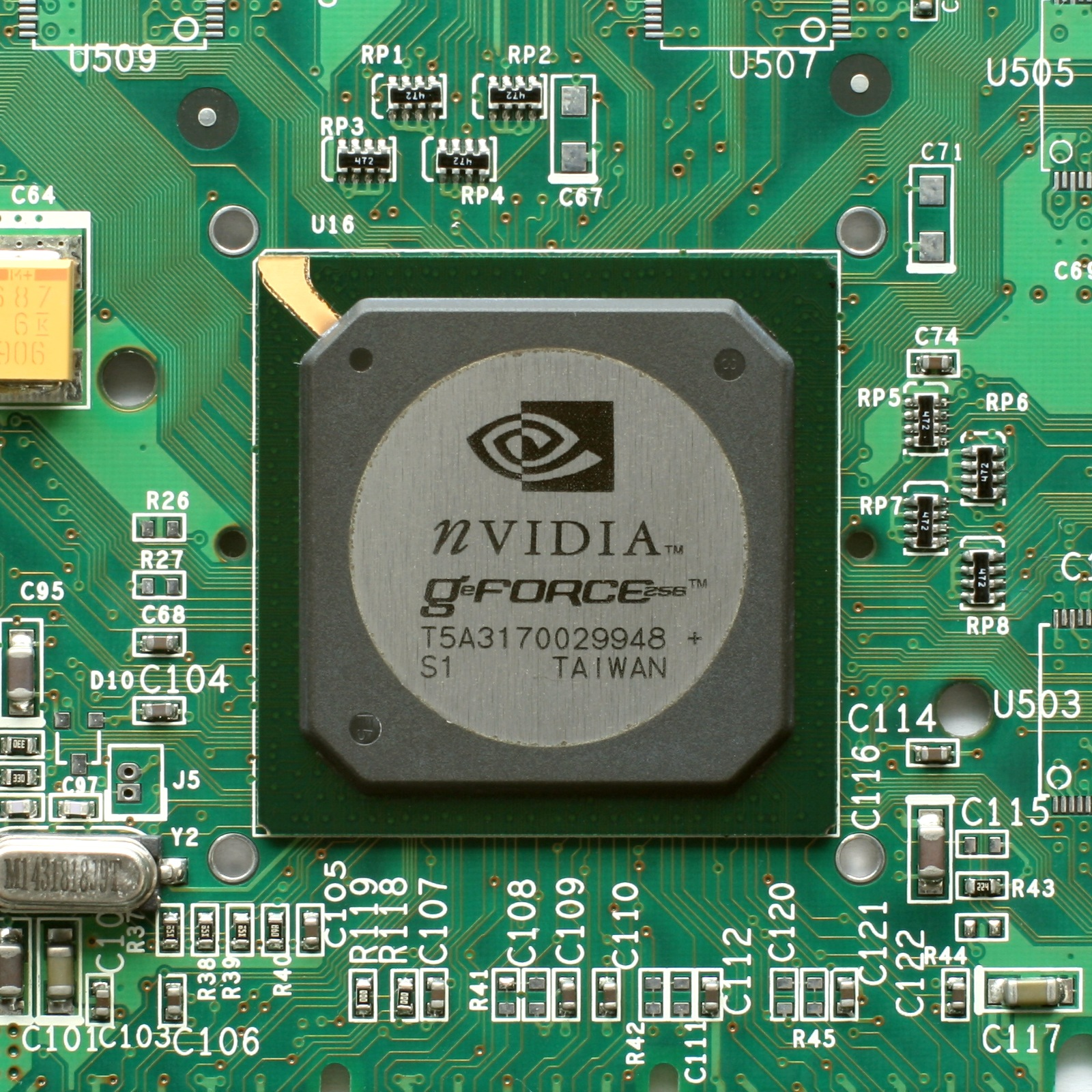
GeForce 256顯示核心

2021年4月，NVIDIA在GTC 2021 发布其首款基于 Arm 架构的数据中心 CPU 处理器。专为满足全球最先进应用的计算要求而设计—— 这些应用包括自然语言处理、推荐系统、AI 超级计算 —— 其所进行的海量数据分析需要超高速计算性能和大容量内存。
2021年4月，NVIDIA 宣布推出全新 DGX SuperPOD，云原生、多租户超级计算机，将AI的世界面向企业开放。
2021年4月，NVIDIA推出面向自动驾驶汽车的AI处理器NVIDIA DRIVE Atlan。该处理器将提供每秒超过1000万亿次（TOPS）运算次数。
2021年4月，NVIDIA于今日发布NVIDIA Morpheus应用框架，可提供一整套能够实时检测和预防安全威胁的加速AI技术。
2021年6月，NVIDIA在Computex2021主题演讲中推出两款游戏GPU——GeForce RTX 3080 Ti和GeForce RTX 3070 Ti。
2021年7月，NVIDIA推出Cambridge-1，这是NVIDIA的数字生物学革命，投资 1 亿美元。
2021年11月，NVIDIA在GTC线上大会主题演讲中宣布将建立一个数字孪生来模拟和预测气候变化。该数字孪生名为Earth Two，简称E-2。
2022年3月，在 NVIDIA GTC 大会主题演讲中，NVIDIA推出采用 NVIDIA Hopper架构的新一代加速计算平台。NVIDIA Hopper GPU架构利用新DPX指令，将动态编程速度提高多达 40倍。
2022年3月，NVIDIA推出面向AI基础设施和高性能计算的基于Arm Neoverse的数据中心专属CPU。NVIDIA Grace CPU 超级芯片由两个 CPU 芯片组成，它们之间通过NVLink-C2C互连在一起。NVLink-C2C 是一种新型的高速、低延迟、芯片到芯片的互连技术。
2025年1月，NVIDIA 推出世界上最小的个人 AI 超级计算机 NVIDIA Project DIGITS。其搭载全新 NVIDIA GB10 Grace Blackwell 超级芯片，最高可提供达 1 PFLOPS AI 性能，可用于 AI 大模型的原型设计、微调及运行。基于此平台，用户可以使用自己的桌面系统开发和运行模型推理，并在加速的云或数据中心基础设施上无缝部署模型。

### 企业级解决方案
- NVIDIA数据中心GPU，产品包括：
  - Tesla V100 GPU - 基于Volta架构，深度学习达每秒 100 万亿次浮点运算。V100 装有 640 个 Tensor 内核，能提供 120 万亿次浮点运算的深度学习性能。[29]
  - T4 GPU - 基于Turing架构，拥有多精度计算性能。[30]
  - A100 GPU - 基于NVIDIA Ampere架构，可以实现AI训练和推理应用，已登陆Google Compute *Engine（云计算引擎）。[31]

- NVIDIA HGX ，NVIDIA HGX-1 和 HGX-2可以用在标准化加速 AI 和高性能计算的数据中心设计。[32]

- NVIDIA DGX基于NVIDIA GPU Cloud 构建，包括：
  - NVIDIA DGX Station - ，配备四块 NVIDIA Tesla V100 Tensor Core GPU，集成四路 NVLink™ 架构，可提供 500 teraFLOPS 的 AI 性能。[33]
  - NVIDIA DGX-1[34]
  - NVIDIA DGX-2 - 集成16 个 NVIDIA V100 Tensor Core GPU 的 2 petaFLOPS 系统。[35]
  - NVIDIA DGX A100-搭配了8个NVIDIA A100 Tensor Core GPU[36]

- NVIDIA EGX - 是一款云原生的平台[36]

- NGC - GPU 优化深度学习、机器学习和高性能计算 (HPC) 软件中心。[37]

- NVIDIA Jetson - 运用在自主机器领域里的嵌入式系统。[38]

- NVIDIA DRIVE - 自动驾驶领域中的一个點到點平台。[39]
  - NVIDIA DRIVE嵌入式超级计算平台是AI平台，能处理摄像头、普通雷达和激光雷达传感器等数据来分辨周边环境、在地图上确定汽车位置，然后规划和执行安全行车路线。AI平台支持自动驾驶、座舱功能、驾驶员监控和其他的安全功能。[40]
  - DRIVE软件（包括DRIVE OS、DriveWorks、DRIVE AV、DRIVE Chauffeur、DRIVE IX、DRIVE Concierge、DRIVE Map）：软件能让车辆化身智能机器。NVIDIA DRIVE SDK是开放式软件，可以为开发者提供了自动驾驶的相关构建块和算法堆栈，帮助开发者构建和部署自动驾驶应用程序，如感知、定位和地图绘制、计划和控制、驾驶员监控和自然语言处理。[41]
  - DRIVE基础架构：包括开发自动驾驶技术（从原始数据收集到验证）所需的完整数据中心硬件、软件和工作流程。该基础架构为神经网络开发、训练和验证、回放以及在仿真中进行测试提供了所需的端到端构建模块。[42]
  - DRIVE AGX - 車載運算主機，包括開發者套件和軟體。
  - DRIVE Hyperion - 自動駕駛汽車的參考架構，DRIVE AGX 和傳感器套件API。
  - DRIVE Constellation - 是基於雲端服務架構的VR虛擬實境模擬平台，專用於支援自動駕駛汽車的開發和驗證。
  - NVIDIA DGX - DNN 訓練平台，訓練神經網絡進行AV 感知。

- NVIDIA Quadro -视觉计算平台[43]
  - Quadro RTX 8000、6000、5000、4000、3000；
  - Quadro GV100；
  - Quadro GP100；
  - P系列：P6000、5000、4000、2200、2000、1000、620、600、400；[44]
  - M系列：M6000[45]、5000、4000[46]、2000[47]等；
  - Quadro RTX服务器；
  - Quadro vDWS；
  - NVIDIA Quadro View - 桌面管理软件；
  - NVIDIA Quadro Experience。

- NVIDIA Titan -基于Turing架构的PC 显卡。[48]

- Mellanox -NVIDIA于2020年4月27日完成收购Mellanox Technologies, Ltd.（迈络思科技有限公司）[49]，Mellanox主要为服务器和存储提供端到端InfiniBand和以太网智能互联解决方案服务，端到端高速互连产品包括： 网卡、交换机、线缆、光模块、软件和芯片等[50]

- CloudXR -流媒体解决方案[51]

- NVIDIA AI-on-5G 计算平台 -为边缘设计、将5G和AI相结合的计算平台[52]

- NVIDIA BlueField-3 DPU -第三代以 400Gb/s 线速处理软件定义网络、存储和网络安全的 DPU（数据处理器）。[53]
- NVIDIA Quantum平台 -NVIDIA InfiniBand产品系列的总称，集计算和通信于一体的网络计算平台。[54]
  - NVIDIA Spectrum系列交换机 -基于 NVIDIA Spectrum ASIC 交换芯片的高性能以太网交换机产品系列。[55]
- NVIDIA ConnectX-7网卡 -一款400Gb/s的智能以太网/InfiniBand智能网络适配器。[56]

- H100 GPU -基于Hopper架构的GPU，集成800亿个晶体管，拥有Transformer引擎和可扩展的NVIDIA NVLink 互连技术等功能。

- NVIDIA DGX H100系统 -第四代 NVIDIA DGX 系统，基于NVIDIA H100 Tensor Core GPU，能满足大型语言模型、推荐系统、医疗健康研究和气候科学的大规模计算需求。[56]

- NVIDIA Isaac Nova Orin -一款计算和传感器参考平台，基于NVIDIA Jetson AGX Orin 边缘AI系统而构建，加速自主移动机器人(AMR)的开发。[57]

- NVIDIA Omniverse -NVIDIA发布的一个易于扩展的平台，可以实现 3D 设计协作以及可扩展的多 GPU 实时逼真仿真。[58]

### 繪圖處理器
- NV1－NVIDIA的第一款產品，建基於二次曲面。
- NV2－NVIDIA的第二款產品，產品名為Mutara V08，原先預做為作為世嘉遊戲機晶片。但於開發途中取消。
- RIVA 128－建基於NV3，支援DirectX 5和OpenGL 1, NVIDIA第一款支援DirectX的產品。
- RIVA TNT－建基於NV4，支援DirectX 6和OpenGL 1.1，這個顯示卡系列使nVIDIA成為市場領導者。
- RIVA TNT2－建基於NV5，支援DirectX 6和OpenGL 1.1。擁有128位元3D架構。
- Vanta－建基於NV6，支援DirectX 6和OpenGL 1.1。是一顆128位元TNT架構的低成本繪圖處理器。

- GeForce－个人桌上型繪圖處理：
  - GeForce 256－代號為NV10，支援DirectX 7，OpenGL 1.2，硬體轉換與投影（T&L），能使用DDR作為顯示記憶體。
  - GeForce 2－代號為NV1x，支援DirectX 7，OpenGL 1.2。
  - GeForce 3－代號為NV20，支援DirectX 8.0著色，OpenGL 1.3，記憶體頻寬節省技術。
  - GeForce 4－代號為NV2x，支援DirectX 8.1，OpenGL 1.4。低廉的MX系列只支援DirectX 7，因為它是建基於GeForce 2。該系列最後發表的PCX 4300是加入HSI橋接晶片以支援PCI-E介面的繪圖處理器。
  - GeForce 5－代號為NV3x，支援DirectX 9.0B，OpenGL 1.5，特色是可以呈現'電影級效果'。PCX系列是加入HSI橋接晶片來支援PCI-E介面的繪圖處理器。
  - GeForce 6－代號為NV4x，支援DirectX 9.0C，OpenGL 2.0，特色是一個改進了的著色引擎，更節省電力的設計和SLI技術。
  - GeForce 7－代號為G7x，支援DirectX 9.0C，'Windows Display Driver Model'，OpenGL 2.0。這系列改進了著色效率，率先支援TSAA和TMAA抗鋸齒技術，亦支援SLI、vP引擊。
  - GeForce 8－代號為G8x，支援DirectX 10，OpenGL 3.3，採用統一管線結構。它是由頂點、幾何和像素著色引擎（統稱SM 4.0）組成。支援Luminex引擎、CSAA抗鋸齒技術、Quantum Effects、B2P（8600GT/GTS/8500GT/8400 GS系列）引擊和改良後的vP引擊。
  - GeForce 9－代號為G9x，支援DirectX 10，OpenGL 3.3。
  - GeForce 100－代號同样為G9x，支援DirectX 10、OpenGL 3.2，均為GeForce 9系列的更名產品，僅提供於預先建置（OEM）的系統中。
  - GeForce 200－代號為G2xx，支援DirectX 10、OpenGL 3.2，部分後期型號支援DirectX 10.1與支援GDDR5顯示記憶體，運算效能兩倍於上代的，而且其首發的高級顯示卡 - GTX 280以單GPU勝過GeForce 9800GX2的雙GPU。唯其高效能帶來的也包括用電量上升。
  - GeForce 300－代號為G21x，支援DirectX 10.1、OpenGL 3.2，部分為GeForce 200系列的更名產品，僅提供於預先建置（OEM）的系統中。
  - GeForce 400－代號為GF10x，支援DirectX 11、OpenGL 4.1、OpenCL 1.1，首次配備GDDR5顯示記憶體，2010年3月26日推出。
  - GeForce 500－代號為GF11x，支援DirectX 11、OpenGL4.1、OpenCL 1.1，主要為GF10x系列的改良，2010年11月8日推出。
  - GeForce 600－代號為GK10x，支援DirectX 11、OpenGL4.2、OpenCL 1.1。
  - GeForce 700－除旗舰型号GTX 780及GTX 780Ti外仍為GK10x，但有改进。而旗舰型号GTX780是Titan的缩减版，使用GK110，2013年5月23日推出。
  - Titan，Titan Black Edition，Titan Z - 代號為GK110，支援DirectX 11.1、Shader Model 5.0、OpenGL 4.3以及Open CL 1.2，为Kepler系列芯片的完整版本，Titan Z為Titan的雙GPU版本，目标市场为高端游戏玩家。
  - GeForce 900－代號GM20x，是第一款使用Maxwell的高階繪圖卡，現時推出了GTX 980和GTX 970兩款旗艦及次旗艦型號，以及偏向中端的GTX 960，偏向中低端的GTX 950。
  - Titan X - 是第一款使用Maxwell的超旗艦繪圖卡，以取代上一代採用Kepler芯片的Titan系列，主力偏向要求高端遊戲達到4K畫質的玩家；2016年則推出Titan X Pascal超旗艦繪圖卡，使用與GeForce 10同樣的Pascal架構(GP102)，同時記憶體升級為GDDR5X，效能比Titan X Maxwell更佳
  - GeForce 10－代號GP10x，是第一款使用Pascal的高階繪圖卡，現時推出了Titan Xp、Titan X 、GTX 1080 Ti、GTX 1080和GTX 1070Ti 、 GTX 1070六款旗艦、中階的GTX 1060(3/6GB)、GTX 1050 Ti(4GB)以及GTX 1050(2GB)。
  - GeForce 16 - 代號TU11x 使用了與GeForce RTX 20一樣的Turing架構 但是缺少了即時光線跟蹤，中階的GTX 1660Ti(6GB) 、GTX 1660(6GB)、以及GTX 1650(4GB)。
  - GeForce RTX 20系列－代號TU10x，是第一款使用Turing的高階繪圖卡也是第一款使用即時光線跟蹤功能 , 模擬光線反射的繪圖卡，現時推出了RTX 2080 Ti(11GB)、RTX 2080(8GB)、RTX2070(8GB)、RTX2060(6GB）
  - Titan RTX－代號TU102，为Turing系列芯片的完整版本，使用光線跟蹤跟蹤功能,模擬光線反射,同時核心原是為深度學習而設計。
  - GeForce RTX 30系列－代号GA10x，使用Ampere的高階繪圖卡, 擁有第二代即時光線跟蹤功能 , 成員包括 RTX 3050, RTX 3060, RTX 3060Ti, RTX 3070,RTX 3070Ti, RTX 3080, RTX 3080Ti, RTX 3090, RTX 3090Ti。於2020年9月17日開始逐步發售，但因加密貨幣礦潮而供貨緊張，導致價格飆升，不過2022年開始，加密貨幣幣值大跌，價格回到正常範圍。
  - GeForce RTX 40系列－代号AD10x，使用Lovelace的高階繪圖卡, 擁有第三代即時光線跟蹤功能 , 成員包括 RTX 4090, RTX 4080, RTX 4070Ti, RTX 4070, RTX 4060Ti,RTX4060。於2022年10月12日開始逐步發售。RTX 4090在發售後被報導有多起顯示卡的12VHPWR供電介面過熱融化的案例發生，輝達官方在調查該事件的原因後，表示根據收到全世界的50多起案例，認為是使用者沒有完整將電源插頭插入顯示卡的供電介面所導致的。
  - GeForce RTX 50系列－代号GB20x，使用Blackwell的高階繪圖卡, 擁有第四代即時光線跟蹤功能，并加入了多帧合成和使用Transformer模型的DLSS 4技术。成員包括 RTX 5090，RTX 5090D，RTX 5080，RTX 5070 Ti，RTX 5070，RTX 5060 Ti，RTX 5060等。於2025年1月28日開始逐步發售。

- Quadro－專業級繪圖處理器。

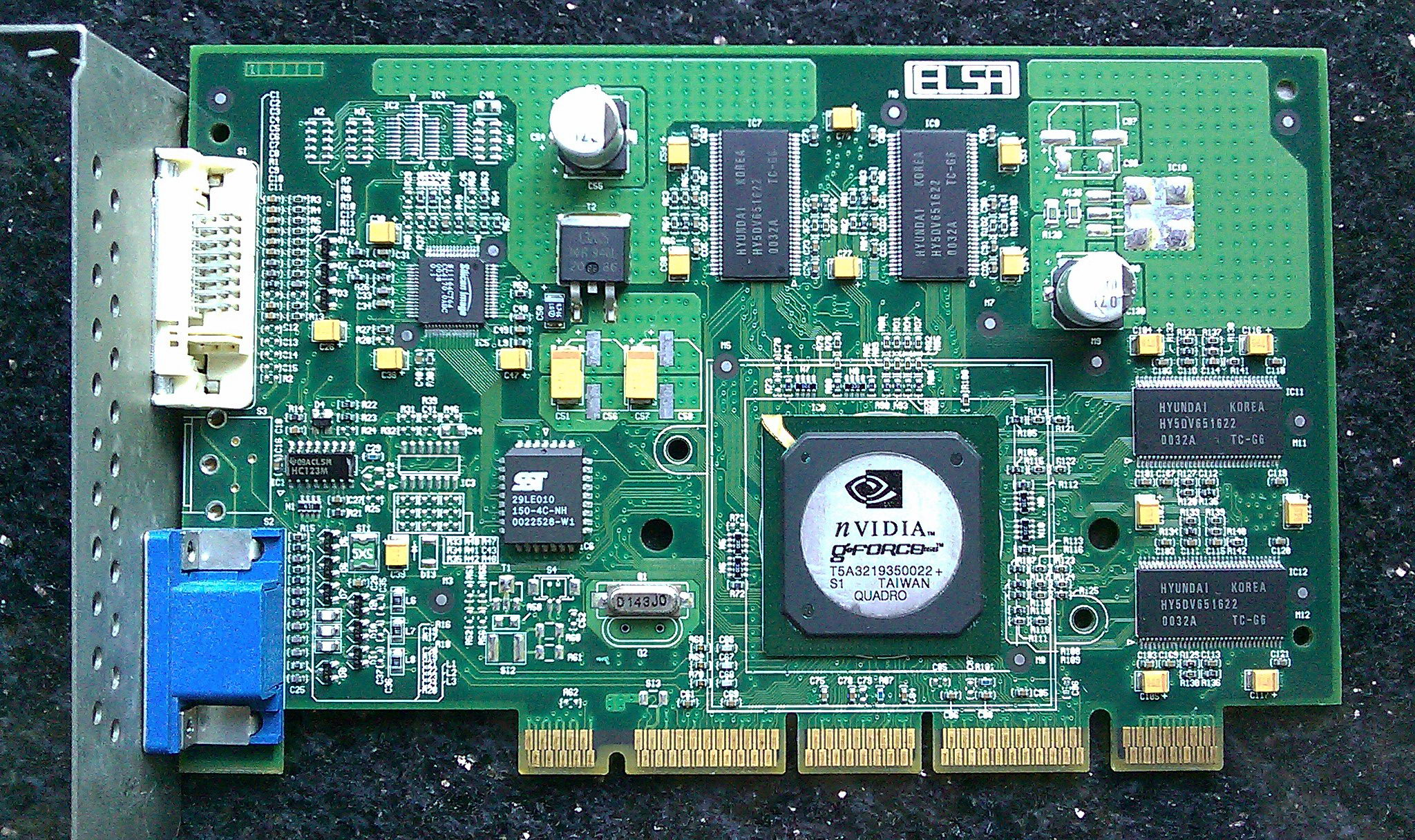
首款Quadro顯示卡ELSA GLoria II Pro

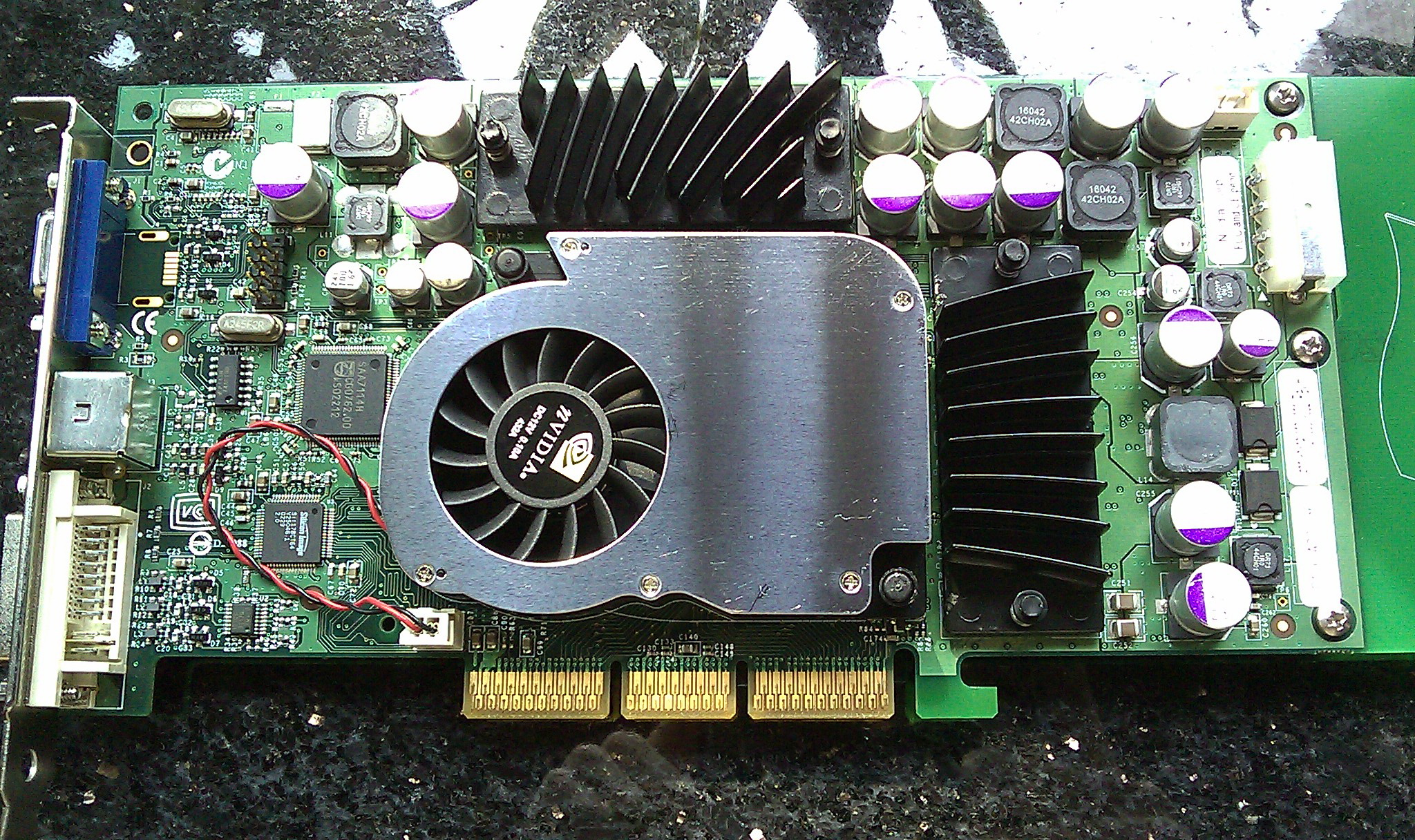
Quadro FX 2000顯示卡

  - Quadro－基於GeForce 256，專業級繪圖處理器。
  - Quadro 2－基於GeForce 2，Quadro改良型專業級繪圖處理器。
  - Quadro DCC－基於GeForce 3，數位內容創作。
  - Quadro 4－基於GeForce 4，專業級繪圖處理器。
  - Quadro FX－針對桌上型電腦和行動工作站的專業級繪圖處理器。
  - Quadro CX－專為Adobe Creative Suite設計的加速器。
  - Quadro NVS－專業級商用繪圖處理器，後獨立劃分為NVS系列。
  - Quadro Plex－針對最複雜的重度繪圖和運算問題的專業級繪圖處理器。
  - Quadro RTX為圖形渲染、AI深度學習或是光線跟蹤等方面而設。
- Tesla－伺服器高效能運算處理器。

### 中央處理器
- Tegra－系統單晶片產品，基於ARM架構的處理器，包含有圖形處理器、音效處理器、北橋晶片、南橋晶片和記憶體控制器等功能。

### 晶片組

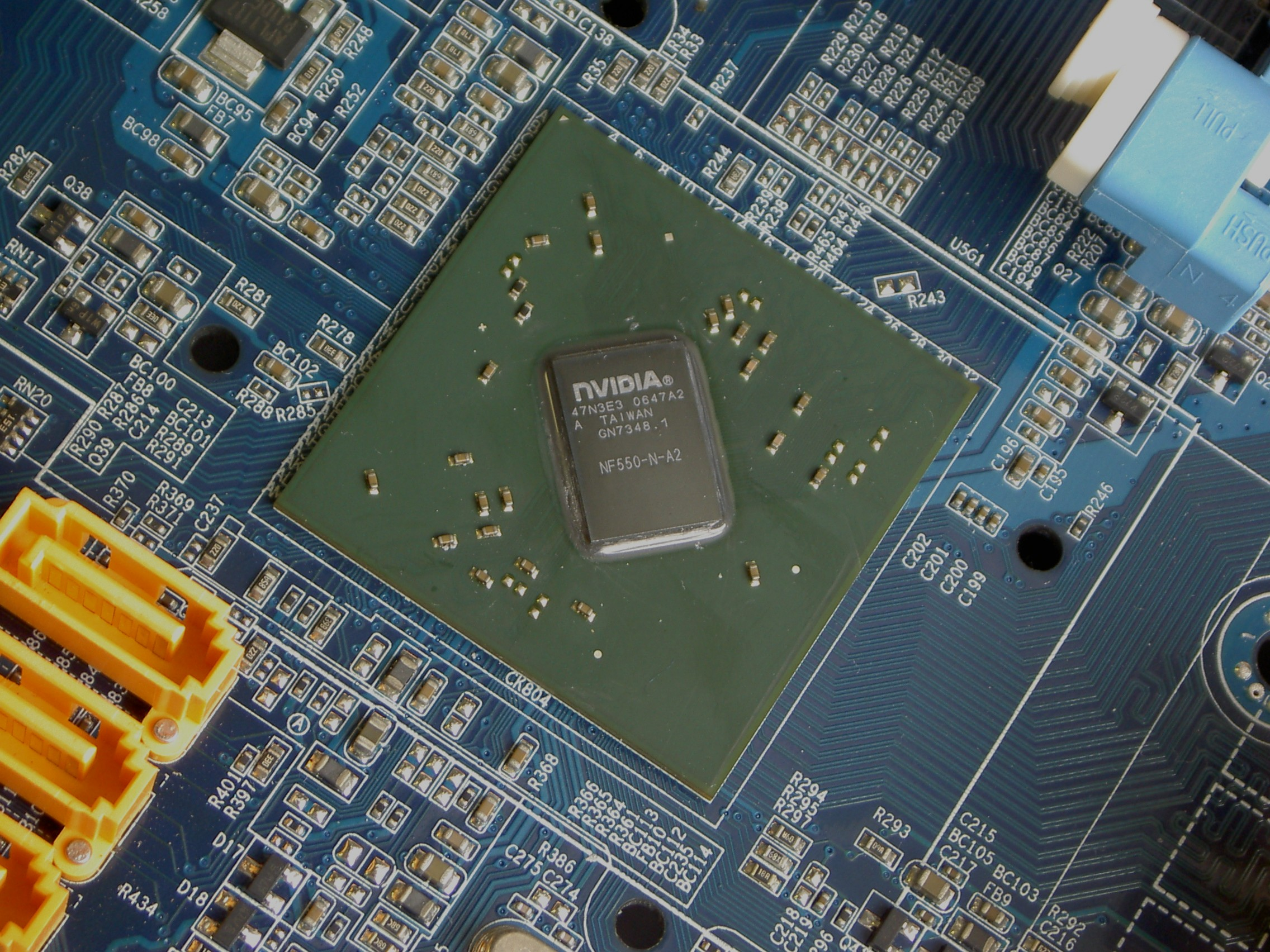
nForce 550晶片

- ION - 行動電腦平台，包括晶片組與整合型繪圖處理器

- nForce - 原來只可支持AMD平台，在獲得Intel的授權後，從nForce4開始連Intel平台亦可支持。而MCP79就可以支援VIA的C7及Isaiah处理器。
  - nForce IGP（AMD Athlon／Duron K7產品線）
  - nForce2（AMD Athlon/Duron K7產品線，北橋被稱為SPP（system platform processor）或IGP（Integrated Graphics Platform），後者整合了顯示晶片。而南橋被稱為MCP（Media and Communications Processor），支援SoundStorm音效）
  - nForce3（AMD Athlon 64／Athlon 64 FX/AMD Opteron，南北橋整合的單晶元晶元組，被稱為MCP）
  - nForce4（4X, Base, Ultra和SLi，支援PCI Express，AMD Athlon 64處理器。SLI版本支援SLI技術）
  - nForce 500（AMD Athlon 64 FX／Athlon 64 X2／Athlon 64／Sempron或Intel Core 2 Extreme/Core 2 Duo/Pentium D／Pentium 4／Celeron D）
  - nForce 600
  - nForce 700
  - nForce 800

- nForce Professional - 專業級晶片組，針對搭載AMD處理器的工作站與伺服器。
  - nForce Professional 2000
  - nForce Professional 3000

- Xbox基於NV20顯示核心設計，使用英特爾Pentium III／Celeron作為平台

- PlayStation 3（RSX 'Reality Synthesizer'）基於G70顯示核心設計

### 开放GPU授权
英伟达于2013年6月宣布将向设备制造商授权显卡技术，首个授权的 GPU 核心将基于开普勒架构。英伟达还表示，其他核心（如下一代Maxwell）也会开放授权给ARM厂商。

## 市場歷史

### 在DirectX前
NVIDIA的第一款產品名為NV1（STG2000X），授權SGS Thomson Microelectronics生產，於1995年5月推出。它是建基於二次曲面貼圖作為立體圖形的實現方式。這張卡亦整合了音效卡（只能作播放用，並沒有音效輸入），和SEGA Saturn（世嘉土星）遊戲手柄和操縱桿的接口。由於世嘉土星是建基於Forward-Rendered Quads技术与Quadratic Texture Maps，幾款SEGA Saturn的遊戲亦被移植到電腦平台，例如《鐵甲飛龍》和《VR快打》。但是，NV1只能艱難地行進，因為該市場已有很多對手。
之後，市場對NV1失去興趣，因為Microsoft發佈了DirectX規格，DirectX以多邊形作為立體圖形的實現方式。隨後，NV1繼續秘密地發展，成為NV2計劃，該計劃由世嘉資助了幾百萬元。世嘉希望一個整合了音效和繪圖的核心能減低下一代遊戲核心的製造成本。但是，世嘉最終瞭解到二次曲面貼圖是有缺點的，最終亦沒有證據證明該核心被恰當地除錯。這事件成為NVIDIA黑暗的一面。

### 一個新穎的開始

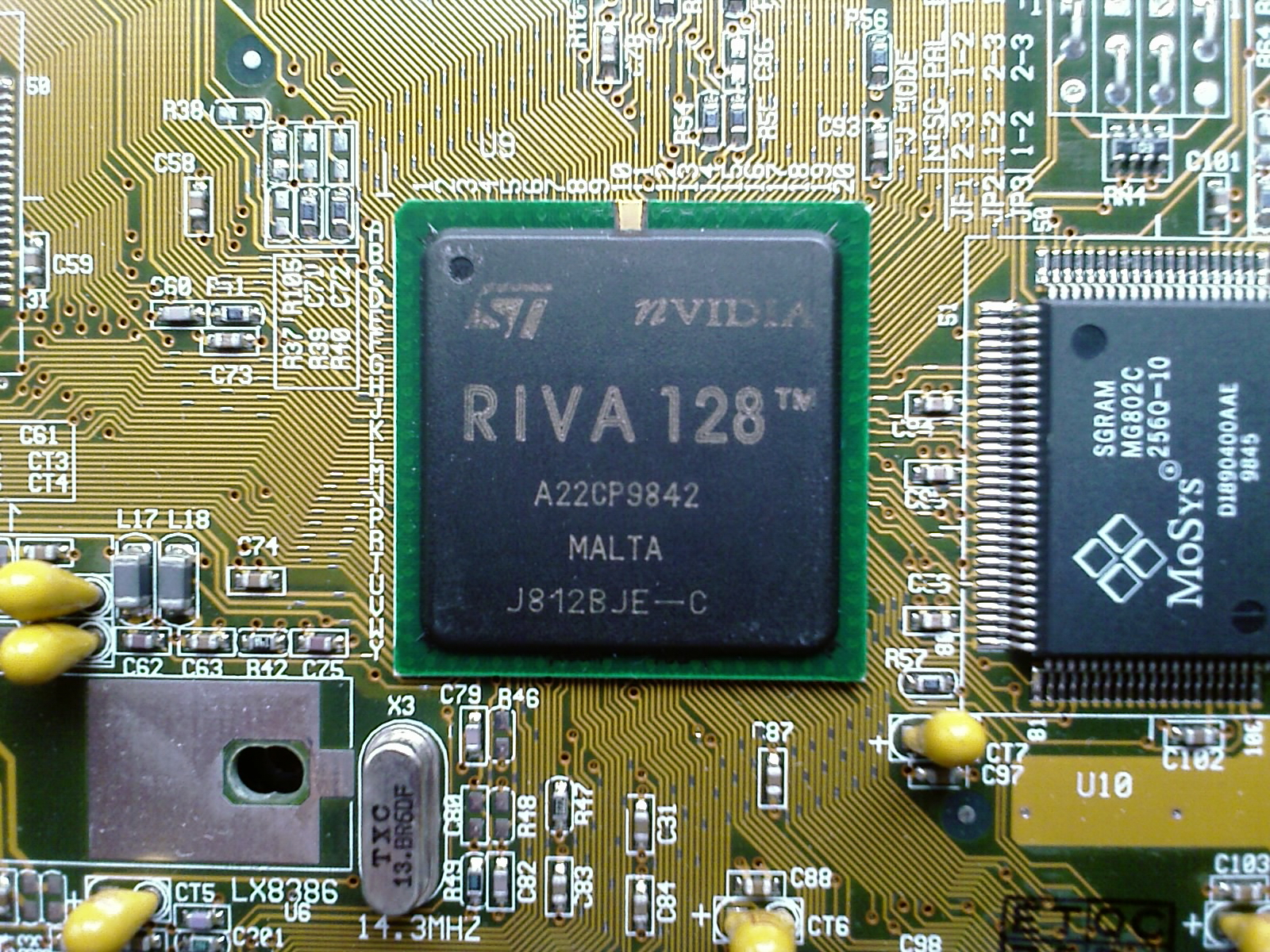
RIVA 128顯示核心

NVIDIA發佈了兩款失敗的產品後，CEO黃仁勳領悟到公司要繼續生存，就必須作出改變。他僱用了David Kirk作為首席科學家。David Kirk原本是屬於軟體開發商Crystal Dynamics，一間提供優良視覺品質的公司。他基於對著色的熟悉，將NVIDIA的3D硬體經驗合併起來，使NVIDIA得以翻身。
作為企業轉型的一部分，NVIDIA放棄了一些專利界面，轉為全面支援DirectX，亦棄掉一些多媒體功能，減低製造成本。NVIDIA亦採用了一個為期六個月的內部週期目標。將來，就算某一產品失敗，亦不會威脅到公司的生存，因為下一代的代替物隨時可用。
但是，自從世嘉NV2的合同隱蔽起來後，僱員都被投閒置散，很多工業觀察者都認為NVIDIA不會再活躍於研發工作。所以當RIVA 128在1997年首次推出時，它的規格都是難以置信的。效能比市場領導者3dfx的好，還有一個完整的三角形生成引擎。RIVA 128大量銷售，因為其低廉的價格，高效能的2D/3D加速，使它成為OEM受歡迎的選擇。

### GeForce世代

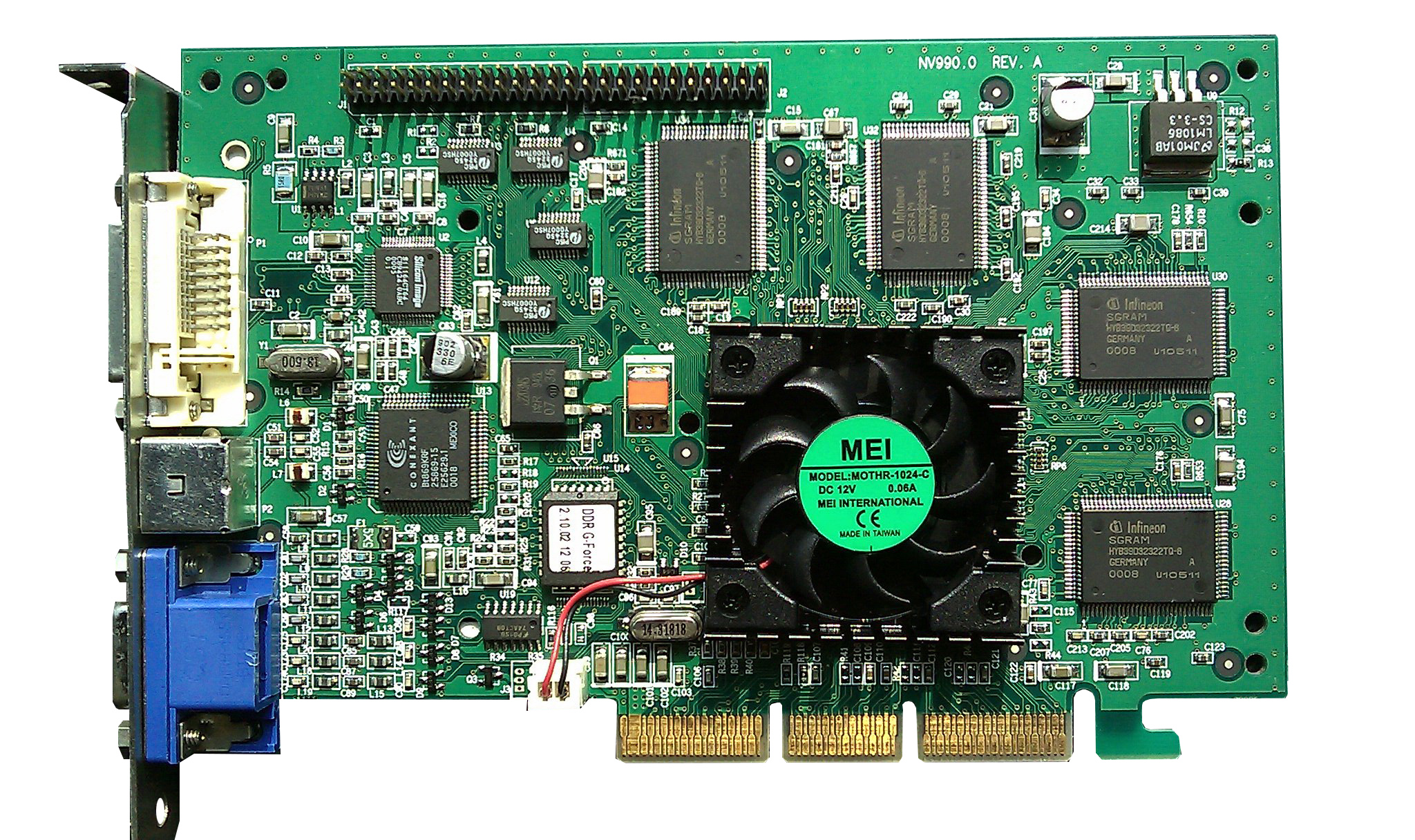
劃時代的GeForce 256 DDR顯示卡

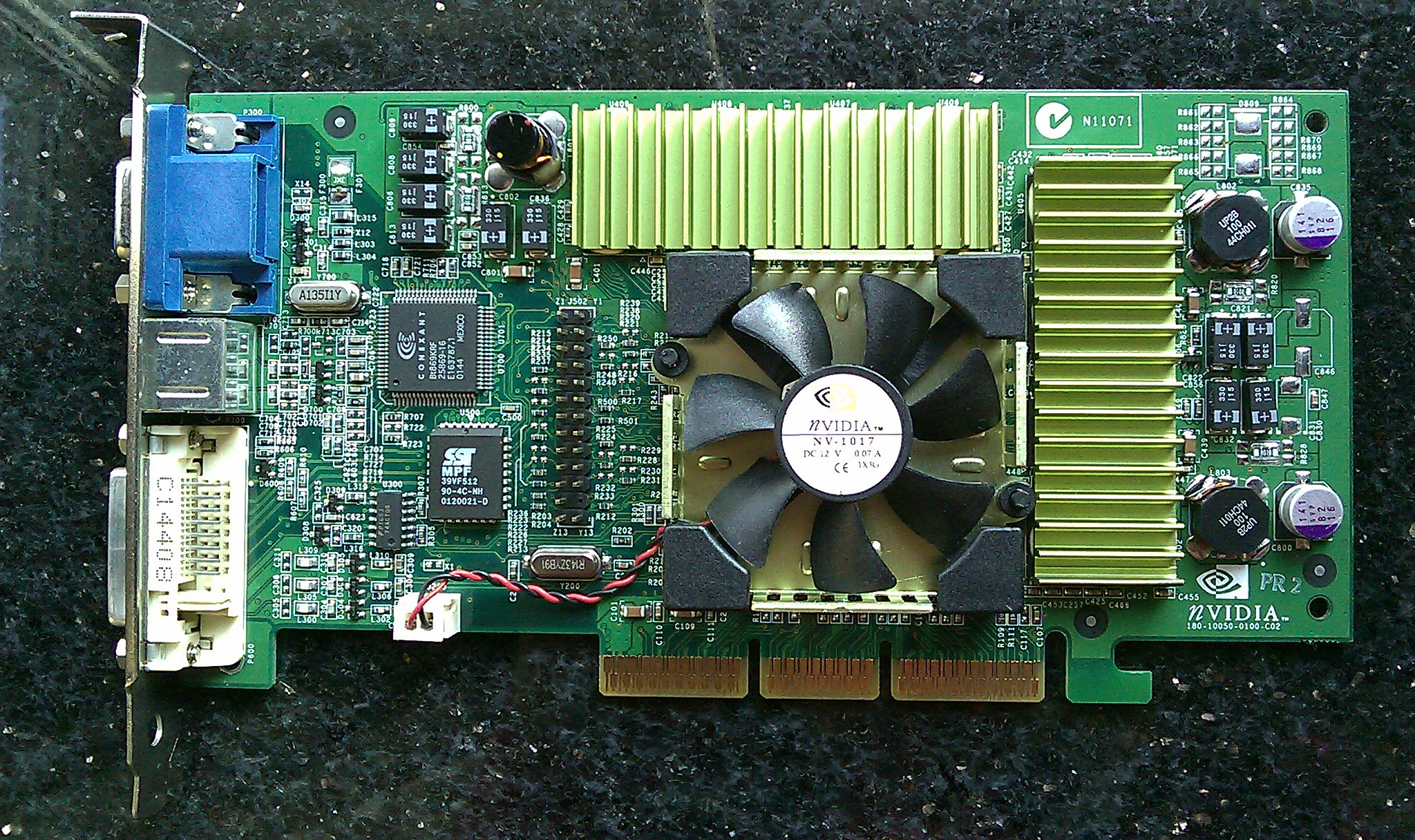
首款支援DriectX 8.0的顯示卡GeForce3 Ti 500

在1999年下半年，NVIDIA推出了GeForce 256（NV10），最特別的是它帶來了硬體幾何轉換與光源（T&L）。GeForce 256的核心頻率是120 MHz。它亦提供了先進的影像播放加速、動態補償、硬件子像素alpha混合和四條像素流水線。配合DDR作為顯示記憶體，使NVIDIA輕易成為性能領導者。
基於產品的成功，NVIDIA贏得了Microsoft的合約──為Xbox研發繪圖硬件。這令公司增加了二億美元收入。縱使這計劃用去了工程師很多時間，但短期內，並沒有對公司做成很大的影響。终于，GeForce 2 GTS於2000年夏天正式發售。
NVIDIA從研發高度合成核心時，得到很多額外的經驗，並將之應用在GTS中，結果核心頻率得到了改善。NVIDIA亦可以選出較高質素的晶片，用作高價產品。最終，GTS的核心頻率是200 MHz。它的像素填充率是GF256的兩倍；材質填充率是GF256的四倍，因為每條像素流水線都支援多層貼圖。它亦新加支持S3TC壓縮技術、FSAA和改善了的MPEG-2動態補償。
隨後，NVIDIA推出了GeForce 2 MX，針對低廉和OEM市場。它只有兩條像素流水線，核心頻率是175 MHz，隨後增加到200 MHz。縱使價格低廉，但效能不俗。GeForce 2 MX成為史上最成功的顯示卡。而移动型号GeForce2 Go亦於2000年年尾裝運。
同時，3dfx的Voodoo 5延期過久，這引起電腦史上最令引人注目的破產。NVIDIA于2001年收購了3dfx，獲得其專利和商標權，以及反鋸齒技術和大約100位工程師。

### 效能領導

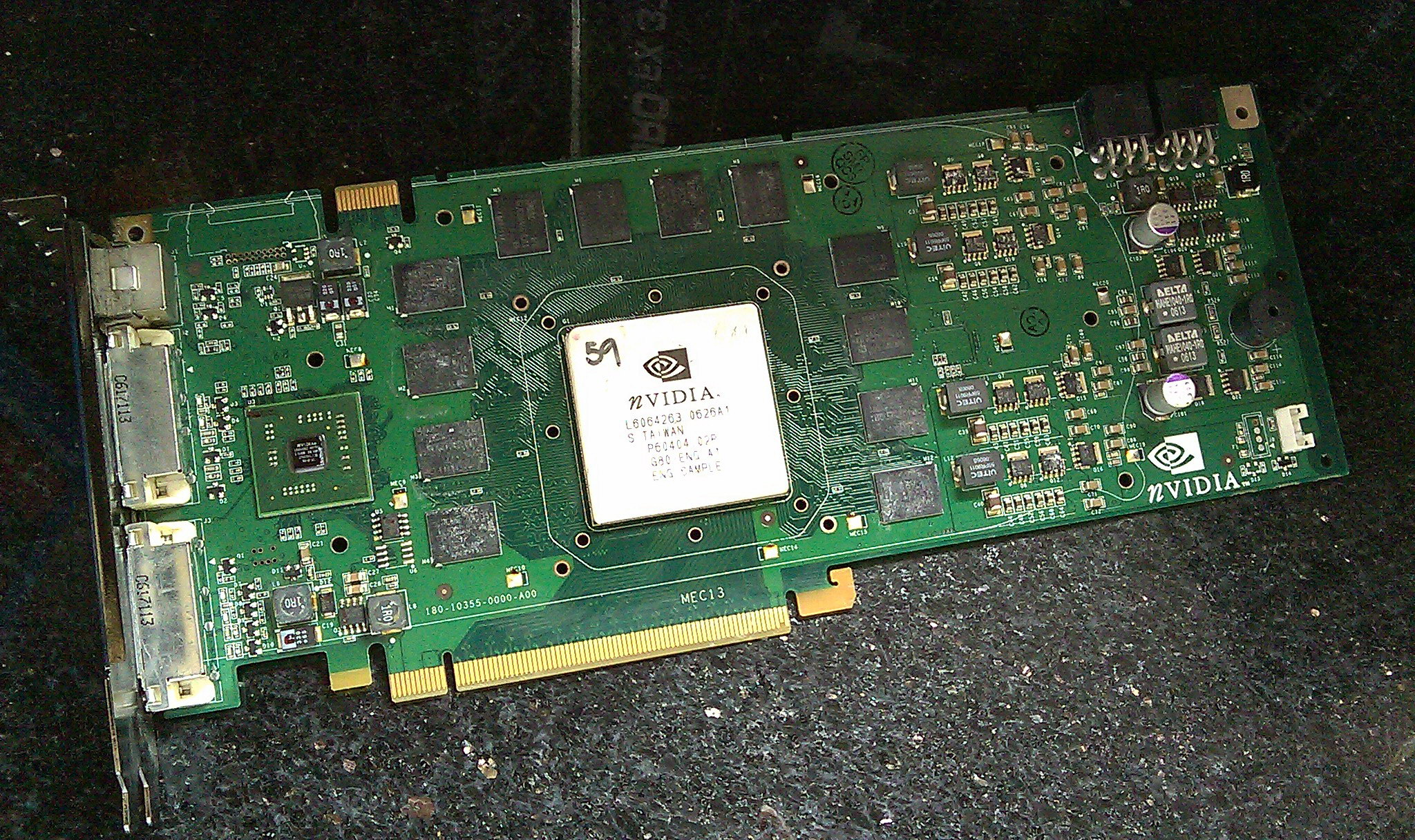
首款支援DirectX 10.0的顯示卡GeForce 8800 GTX

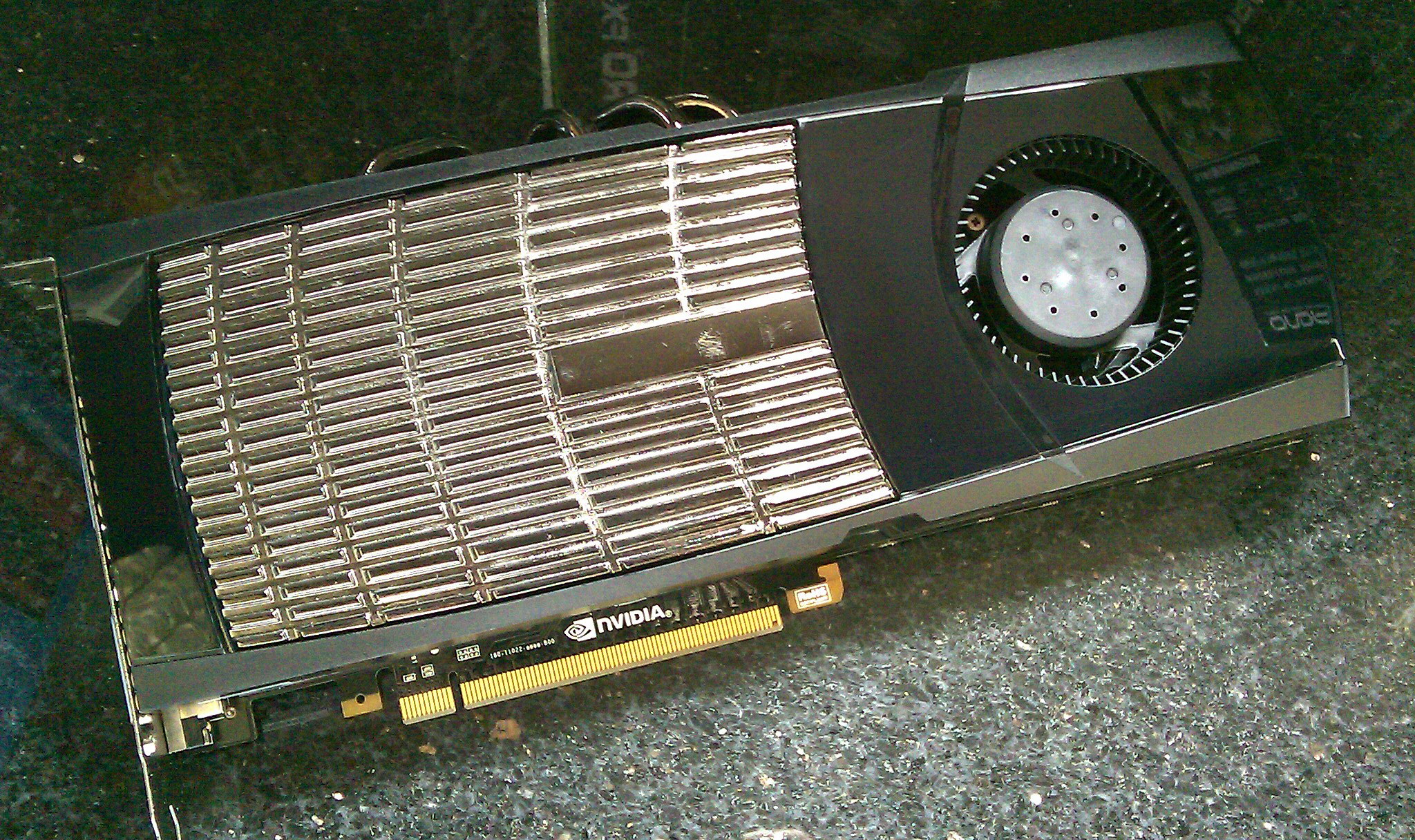
首款支援DirectX 11.0的顯示卡GeForce GTX 480

NVIDIA推出GeForce 6顯示卡系列還擊，成為FX災難的關鍵解決方法。著色效能提升了，而電源消耗則減少了。透過與開發者，尤其是那些參與了NVIDIA的"The way it's meant to be played"計劃的開發者緊密合作，NVIDIA做事更果斷，以求更完善。這樣就能更輕易製造一些與行業要求一致的硬件。
結果這樣改善了企業的焦點，隨後NVIDIA亦發佈了GeForce 7系列。它擁有24條像素流水線，自AMD Radeon 9700發佈後，NVIDIA第一次取得無可爭辯的性能優性。更重要的是，產品發佈當天，消費者就可買到相關產品，而價錢亦適中。而ATI的產品則飽受產品延遲發布之苦。
2005年，受惠於PCI-Express接口的高頻寬，NVIDIA推出了自3dfx公司所獲得技術SLI（速力）。透過這個技術，可以並聯兩張顯示卡，理論上使繪圖效能加倍（實際上只有大約1.4-1.6倍）。它重新確立了NVIDIA在高端市場的名譽。ATI的同類型產品是X1000系列顯示卡的CrossFire。
2009年1月，劃時代的55奈米製程顯卡問世並採用新的命名規則為GT200b.之後下一代GTX 280緊接推出；它擁有1062.72 GFLOPS浮點運算能力；另外還有一款雙晶片架構的GTX 260問世它有216三角形著色力（作成顯卡後稱為GTX 295）於市場上投石問路，值得一提的是它每一獨立GPU晶片有240條流線程能力，但是只有448-bit記憶體頻寬。藉由雙晶片之助一舉達到1788.48 GFLOPS浮點運算能力並有1.75GB的GDDR3。
2010年3月，NVIDIA正式推出了之前受困於良品率問題拖延很久才發表的Fermi架構，是NVIDIA首款支援DirectX 11的產品。

### 供货困难
2020年，受新冠疫情对全球供应链造成的影响，以及虚拟货币生产者对于显卡近乎空前狂热的需求，NVIDIA的RTX 30系列显卡从2020年上市之日起从未有过充足供货。部分虚拟货币生产者愿意以超过官方指导价50%甚至100%、200%的夸张加价幅度去购买市面上本就不多的显卡。导致个人玩家根本买不到新型号的显卡。在中国大陆的电商平台京东，甚至出现十万人蹲守在半夜抢几十张显卡的场面。在日本新蛋平台，也出现了超出原价显卡20%-30%并必须搭配指定主板一起捆绑售卖的情况。英伟达表示，供货紧张的情况可能会持续到2022年4月才会改善。 而到2021年12月，显卡供貨緊張現象未見緩解。

### 隐瞒电子加密货币利润被罚
美国SEC证监会在2022年5月6日宣布NVIDIA公司同意缴纳550万美元的罚金以便和解相关指控，NVIDIA被指在2017到2018年间故意误导投资者关于加密货币市场如何影响其销售。美国证券交易委员会(SEC)执行部门加密资产和网络部门负责人克里斯蒂娜·利特曼(Kristina Littman)表示:“英伟达未能披露信息，导致投资者无法获得评估该公司在一个关键市场业务的关键信息。”“所有发行人，包括那些追求涉及新兴科技机会的发行人，都必须确保其信息披露及时、完整和准确。”SEC裁定NVIDIA违反了1933年证券法案第17(a)(2)和(3)条以及1934年证券交易法的披露规定。该命令还发现，英伟达未能维持充分的信息披露控制和程序。英伟达既没有承认也没有否认SEC的调查结果，但它同意接受勒令停止，并支付550万美元的罚款。

### 收購ARM 失敗
2020年9月Nvidia與軟銀集團共同宣佈對ARM 的收購計劃以推進Nvidia在雲計算、智能手機、PC、自動駕駛汽車和機器人的發展，該收購案金額達400億美金。隨後，在包括英國競爭與市場管理局、中國反壟斷局、歐洲執行委員會等官方反壟斷團體施壓，與其他競爭者的訴訟及反對下，於2022年2月宣布終止 NVIDIA對 Arm的收購。根據收購協議，軟銀集團將保留NVIDIA 預付的 12.5 億美元。

### 涉嫌垄断被查
2023年9月，法国竞争管理局突击检查了NVIDIA法国办事处。竞争管理局担心，AI行业的老牌公司可能会排挤规模较小的公司。
2024年6月，美国联邦贸易委员会和司法部对NVIDIA、微软和OpenAI展开了反垄断调查，重点关注它们在人工智能行业中的影响力。联邦贸易委员会负责调查微软和OpenAI，而司法部则负责英伟达的调查。这些调查主要集中在公司的行为上，而非并购事宜。这一发展是在OpenAI员工发布公开信后发生的，员工在信中表达了对人工智能技术快速发展的担忧以及缺乏监管的意见。监管机构担心NVIDIA收购大量人工智能初创企业，以加强对人工智能开发商使用的软件的控制。
2024年12月9日，中国国家市场监督管理总局表示，因英伟达涉嫌违反《中华人民共和国反垄断法》及《市场监管总局关于附加限制性条件批准英伟达公司收购迈络思科技有限公司股权案反垄断审查决定的公告》，该局依法对英伟达公司开展立案调查。 被认为是中国对美国限制对中国出口先进芯片技术的回应。

### 被限制向中國供應先進處理器
2023年末，美國政府禁止英偉達向中國出口採用Hopper微架構的H800先進圖形處理器，這使得英偉達向中國推出採用Hopper微架構的H20，H20是H100的改進版，也可以視為中國特供版的H100。 不過美國政府又於2025年4月15日阻止英偉達向中國出口H20，至同年7月恢復供應。但在7月31日，中华人民共和国国家互联网信息办公室认为，H20芯片配备的“追踪定位”功能引起对中国用户网络安全、数据安全的忧虑，国家网信办约谈英伟达，要求该公司就对华销售的H20算力芯片漏洞后门安全风险问题进行说明并提交相关证明材料。

## 外部連結
- 官方网站
- NVIDIA Blog （页面存档备份，存于）
- 英伟达的Instagram帳戶
- 英伟达的Facebook專頁
- 英伟达的Twitch频道
- NVIDIA開發者社區 （页面存档备份，存于）
- 英伟达在OpenSecrets上的数据
- Nvidia的商業數據：  - Google
  - Reuters
  - SEC filings
  - Yahoo!
- NVIDIA英伟达中国的新浪微博